# شرکت ملی پالایش و پخش فرآورده‌های نفتی ایران
شرکت ملی پالایش و پخش فراورده‌های نفتی ایران، یکی از ۴ شرکت اصلی وزارت نفت ایران، که خود دارای ۵ شرکت تابعه است. همچنین ۹ پالایشگاه کشور ایران نیز (که از سال ۱۳۹۰ خصوصی شده‌اند) زیر نظر این شرکت به کار مشغول هستند. ۲۰ هزار نفر نیروی انسانی در شرکت ملی پالایش و پخش فرآورده‌های نفتی ایران اشتغال دارند.
این شرکت بر اساس اصل جداسازی فعالیت‌های شرکت‌های بالادستی وزارت نفت، از شرکت‌های پایین دستی، در سال ۱۳۷۰ توسط وزارت نفت ایران تأسیس گردید.
با وجود داشتن پیشوند ملی، هیچگاه همه یا حتی بخشی از سهام شرکت ملی پالایش و ۳ شرکت دیگر تابعه وزارت نفت ایران، به‌شکل سهام عدالت یا عرضه اولیه در بورس، در اختیار مردم ایران قرار نگرفته‌است.

## تاریخچه
عملیات انتقال نفت خام به پالایشگاه‌ها و پهلوگیرهای صادراتی، پالایش، تولید و پخش فراورده‌های نفتی در سراسر ایران، ساخت پالایشگاه‌ها، سکوهای دریایی، خطوط لوله و شبکه‌های مخابراتی، در گذشته به صورت پراکنده و توسط مدیریت‌های مختلف انجام می‌گرفت. این وظایف با شکل‌گیری شرکت ملی پالایش و پخش فراورده‌های نفتی ایران، در ۱۷ اسفند ۱۳۷۰، حالتی منسجم به خود گرفت و از وظایف شرکتی مستقل، شناخته شد.
این شرکت، عملاً فعالیت‌های خود را، از سال ۱۳۷۱ آغاز کرد. شرکت پالایش و پخش، بر اساس اصل جداسازی فعالیت‌های شرکت‌های بالادستی وزارت نفت (شامل: اکتشاف و تولید نفت و گاز)، از شرکت‌های پایین دستی (شامل: پالایش، انتقال نفت و فراورده‌ها، صادرات، واردات و پخش فراورده‌های نفتی)، تأسیس گردید.

## شرکت‌های تابعه
دفتر مرکزی شرکت پالایش و پخش، در تهران قرار دارد. این شرکت، همچنین در ۸ شهر دیگر نیز، دارای شعبه می‌باشد، که هر شعبه توسط یک شرکت تابعه اداره می‌شود.
شرکت‌های تابعه آن عبارتند از:
- شرکت ملی پخش فرآورده‌های نفتی ایران
- شرکت خطوط لوله و مخابرات نفت ایران
- شرکت ملی مهندسی و ساختمان نفت ایران
- شرکت توسعه صنایع پالایش نفت

پالایشگاه‌های دولتی و وابسته به شرکت ملی پالایش و پخش فراورده‌های نفتی ایران شامل:
- شرکت پالایش نفت آبادان

همچنین پالایشگاه‌های زیر نیز اگرچه خصوصی هستند ولی تحت نظر شرکت ملی پالایش و پخش فراورده‌های نفتی ایران، فعالیت می‌نمایند:
- شرکت پالایش نفت اراک
- شرکت پالایش نفت اصفهان
- شرکت پالایش نفت بندرعباس
- شرکت پالایش نفت تبریز
- شرکت پالایش نفت تهران
- شرکت پالایش نفت شیراز
- شرکت پالایش نفت کرمانشاه
- شرکت پالایش نفت لاوان
- شرکت پالایش میعانات گازی ستاره خلیج فارس

## پالایشگاه‌های تحت مدیریت
شرکت پالایش و پخش، وظیفه تعیین استراتژی کلیه پالایشگاه‌های نفت خصوصی در ایران را به‌عهده دارد.
این پالایشگاه‌ها عبارتند از:
- پالایشگاه نفت اراک
- پالایشگاه نفت اصفهان
- پالایشگاه نفت بندر عباس
- پالایشگاه نفت تبریز
- پالایشگاه نفت تهران
- پالایشگاه نفت شیراز
- پالایشگاه نفت کرمانشاه
- پالایشگاه نفت لاوان
- پالایشگاه میعانات گازی ستاره خلیج فارس

پالایشگاه‌های جدید و در حال ساخت عبارتند از:
- پالایشگاه نفت هرمز
- پالایشگاه نفت خوزستان
- پالایشگاه نفت پارس شیراز
- پالایشگاه نفت آناهیتا
- پالایشگاه نفت شهریار
- پالایشگاه نفت کاسپین

## فعالیت‌ها
فعالیت‌های شرکت ملی پالایش و پخش، به شرح زیر عبارتند از:
- پالایش نفت خام و تولید انواع فرآورده‌های نفتی در پالایشگاه‌های کشور
- انتقال نفت خام از مبادی تولید و پایانه خزر به پالایشگاه‌های کشور و همچنین انتقال فرآورده‌های نفتی از پالایشگاه‌ها و مبادی وارداتی به انبارهای تدارکاتی پخش و مراکز توزیع
- تأمین بخش عمده انرژی و توزیع فرآورده‌های نفتی در سراسر کشور
- اجرای کلیه طرح‌ها و پروژه‌های پالایشی،انتقال و ذخیره‌سازی در سراسر کشور
- تولید، انتقال و توزیع بالغ بر ۲۷۰ میلیون لیتر انواع فرآورده‌های نفتی در کشور
- صادرات روزانه بالغ بر ۲۵ میلیون لیتر مواد نفتی به خارج از کشور از طریق پایانه‌های نفتی
- تداوم گردش چرخهای عظیم صنعت، کشاورزی و نیروگاه‌ها در تأمین به موقع سوخت و خوراک صنایع، از جمله تأمین خوراک مجتمع‌های پتروشیمی
- تأمین سوخت مصرفی در بخش‌های خانگی و تجاری در مناطق شهری و روستایی در اقصی نقاط کشور
- تأمین سوخت روزانه متجاوز از ۲۲ میلیون وسایل نقلیه موتوری سبک و سنگین در چرخه ترابری کشور

## تأسیسات و امکانات
این شرکت سیاست گذار ۹ پالایشگاه نفت خام در شهرهای آبادان، اراک، اصفهان، تهران، تبریز، شیراز، کرمانشاه، بندرعباس و جزیره لاوان بوده، همچنین دارای ۱۰۹ تلمبه‌خانه و ۱۵ هزار کیلومتر خطوط لوله انتقال نفت خام و فراورده‌های آن در سراسر ایران می‌باشد.
برخی دیگر از تأسیسات این شرکت عبارتست از:
- شبکه مخابراتی صنعت نفت ایران، با ۲۱۵ ایستگاه مخابراتی.
- ۱۱ منطقه عملیاتی خطوط لوله و مخابرات.
- ۳۷ منطقه عملیاتی شرکت ملی پخش فراورده‌های نفتی ایران.
- ۲۲۵ ناحیه عملیاتی شرکت ملی پخش فراورده‌های نفتی ایران.
- بالغ بر ۱۳ میلیارد لیتر تأسیسات مخازن ذخیره‌سازی در سراسر ایران.